# Wire & Glass
Wire & Glass je jediné EP vydané z alba Endless Wire (2006) od The Who. Bylo vydané 17. července 2006 jako mini-opera skládající se ze šesti písní.

## Seznam skladeb
Autorem všech skladeb je Pete Townshend.
| Pořadí | Název | Délka |
| ------ | --- | ----- |
| 1.     | Wire & Glass - I. Sound Round – 1:22 - II. Pick Up the Peace – 1:28 - III. Endless Wire – 1:51 - IV. We Got a Hit – 1:18 - V. They Made My Dream Come True – 1:13 | 7:12  |
| 2.     | Mirror Door | 4:16  |